# Brandt-Ziesel
Der Brandt-Ziesel (Spermophilus brevicauda) ist eine Hörnchenart aus der Gattung der Ziesel (Spermophilus). Er kommt im südöstlichen Kasachstan und im äußersten Nordosten der Volksrepublik China vor.

## Merkmale
Der Brandt-Ziesel erreicht eine Kopf-Rumpf-Länge von etwa 16,5 bis 21,0 Zentimetern bei einem Gewicht von etwa 140 bis 440 Gramm. Der Schwanz wird 3,1 bis 5,5 Zentimeter lang und ist damit wie bei allen Zieseln deutlich kürzer als der restliche Körper. Der Hinterfuß wird 29 bis 38 Millimeter lang, die Ohrlänge beträgt 5 bis 9 Millimeter. Die Art ist relativ klein verglichen mit anderen Zieseln und besitzt einen sehr kurzen Schwanz, der nur etwa ein Fünftel der Körpergröße ausmacht. Die Rückenfarbe ist ockerfarben bis gelblich braun mit einzelnen kleinen und hellen Flecken. Der Schwanz ist rostrot bis hellgelb gefärbt. Um die Augen befindet sich ein heller Augenring, darüber und darunter liegen deutliche rostrote Flecken.
| 1 | · | 0 | · | 2 | · | 3 | = 22 |
| 1 | · | 0 | · | 1 | · | 3 | = 22 |

Der Schädel hat eine Gesamtlänge von 45 bis 48 Millimetern. Die Art besitzt wie alle Arten der Gattung im Oberkiefer pro Hälfte einen zu einem Nagezahn ausgebildeten Schneidezahn (Incisivus), dem eine Zahnlücke (Diastema) folgt. Hierauf folgen zwei Prämolare und drei Molare. Im Unterkiefer besitzen die Tiere dagegen nur einen Prämolar. Insgesamt verfügen die Tiere damit über ein Gebiss aus 22 Zähnen. Der Schädel ist rund, die Paukenhöhle ist breit und kurz. Die Nasenbeine sind langgezogen und schmal.

## Verbreitung
Der Brandt-Ziesel kommt in China nur im Nordosten des Autonomen Gebiets Xinjiang sowie in Kasachstan entlang der chinesischen Grenze entlang des Tian Shan und der Grenze zu Kirgisistan im Südosten vor.

## Lebensweise
Der Brandt-Ziesel ist ein tagaktives Erdhörnchen, über das nur wenige Informationen vorliegen. Es lebt wahrscheinlich vor allem in trockenen Steppen und Gebüschlandschaften und ernährt sich von unterschiedlichen Pflanzenteilen, abhängig von deren Verfügbarkeit. Dabei können die Tiere auf der Nahrungssuche auch in Gebüsche klettern oder im Boden graben. Sie sind sozial und verbringen viel Zeit in ihren Bauen, in denen sie bei tiefen Temperaturen ihren Winterschlaf und bei hohen Temperaturen ihre Sommerruhe halten. Bei sehr hohen Sommertemperaturen bauen sie ihre Baue unter schattenspendenden Gebüschen.
Anders als andere Ziesel stehen die Tiere selten auf den Hinterbeinen und ihre Kommunikation besteht aus eher leisen Pfeiftönen. Gegenüber den nahe verwandten Arten im Norden Chinas, dem Alashan-Ziesel (S. alashanicus) und dem Blassen Ziesel (Spermophilus pallidicauda), ist die Verbreitung allopatrisch, sie überlappt also nicht mit der der anderen Arten.

## Systematik
Der Brandt-Ziesel wird als eigenständige Art innerhalb der Gattung der Ziesel (Spermophilus) eingeordnet, die nach aktuellem Stand nach einer Revision der Gattung aus 15 Arten besteht. Die wissenschaftliche Erstbeschreibung stammt von Johann Friedrich von Brandt aus dem Jahr 1843, der damals in Russland wirkte. Er beschrieb die Art anhand von Individuen aus der südlichen Alashan in China. Ursprünglich wurde er als Unterart des Rotwangenziesels (Spermophilus erythrogenys) betrachtet.
Innerhalb der Art werden neben der Nominatform zumeist keine Unterarten unterschieden. Smith & Yan Xie 2009 unterscheiden allerdings für den chinesischen Teil des Verbreitungsgebietes drei Unterarten: S. b. brevicauda (Nominatform) im Altai, S. b. carruthersi im Nordosten von Xinjiang und S. b. iliensis im Nordwesten des Verbreitungsgebietes im Bereich des Flussus Ili.

## Status, Bedrohung und Schutz
Der Brandt-Ziesel wird von der International Union for Conservation of Nature and Natural Resources (IUCN) als nicht gefährdet (Least concern) eingeordnet. Begründet wird dies durch das vergleichsweise große Verbreitungsgebiet und das häufige Vorkommen der Art, konkrete Bestandsgrößen sind allerdings nicht bekannt. Potenzielle bestandsgefährdende Gefahren für diese Art bestehen nicht.

## Belege
1. 1 2 3 4 5 6 7 8 9  Robert S. Hoffmann, Andrew T. Smith: Brandt's Ground Squirrel. In: Andrew T. Smith, Yan Xie: A Guide to the Mammals of China. Princeton University Press, Princeton NJ 2008, ISBN 978-0-691-09984-2, S. 194.
2. 1 2 3  Richard W. Thorington Jr., John L. Koprowski, Michael A. Steele: Squirrels of the World. Johns Hopkins University Press, Baltimore MD 2012; S. 301. ISBN 978-1-4214-0469-1
3. ↑  Robert S. Hoffmann, Andrew T. Smith: Spermophilus. In: Andrew T. Smith, Yan Xie: A Guide to the Mammals of China. Princeton University Press, Princeton NJ 2008, ISBN 978-0-691-09984-2, S. 193.
4. 1 2 3  Spermophilus brevicauda in der Roten Liste gefährdeter Arten der IUCN 2014.3. Eingestellt von: A.T. Smith, C.H. Johnston, 2008. Abgerufen am 24. Mai 2015.
5. ↑  Kristofer M. Helgen, F. Russell Cole, Lauren E. Helgen, Don E. Wilson: Generic Revision in the holarctic ground squirrels genus Spermophilus. Journal of Mammalogy 90 (2), 2009; S. 270–305. doi:10.1644/07-MAMM-A-309.1
6. 1 2 3  Spermophilus brevicauda In: Don E. Wilson, DeeAnn M. Reeder (Hrsg.): Mammal Species of the World. A taxonomic and geographic Reference. 2 Bände. 3. Auflage. Johns Hopkins University Press, Baltimore MD 2005, ISBN 0-8018-8221-4.